# Helena Ignez
Helena Ignez (Salvador, 23 de maio de 1939) é uma atriz e cineasta brasileira.
Iniciou sua carreira como modelo de desfiles às fábricas de roupa de São Paulo e concorreu ao Miss Bahia de 1958. Em 1959, por influência de Glauber Rocha, com quem se casaria, atuou pela primeira vez no curta-metragem Pátio, o primeiro da filmografia do diretor. Ao longo das décadas de 1960 e 1970, participou de inúmeros filmes, alguns dos quais rendendo vitórias de prêmios importantes do cinema brasileiro, bem como fez uma única incursão na televisão e algumas peças de teatro. Nesse período conheceu e se casou com Rogério Sganzerla, com quem viveu até a morte dele. Em meados dos anos 70, sua carreira entra num hiato. Helena retornou à atuação a partir de meados dos anos 1980. Volta a atuar em filmes e peças e faz duas incursões na televisão nos anos 90. Em 2005, dirigiu seu primeiro curta-metragem (A Miss e o Dinossauro), e em 2007 seu primeiro longa (Canção de Baal).

## Vida
Helena Ignez nasceu em Salvador em 1939, 1941 ou 1942. Inicialmente cursava direito, mas decidiu abandonar o curso para estudar artes dramáticas na Universidade Federal da Bahia (UFBA), contrariando sua família. No meio, se envolveu com diretores teatrais brasileiros e estadunidenses e, sobretudo, com os movimentos vanguardistas. Um dos diretores que conheceu na universidade foi Glauber Rocha, com quem casar-se-ia. Antes de se casarem, Helena já era conhecida por participar de desfiles de moda para as fábricas de roupa de São Paulo, como a estamparia Matarazzo e a têxtil Rhodia, e concorreu no Miss Bahia de 1958.
O primeiro filme no qual participou foi o curta-metragem Pátio, de Glauber. O casal teve uma filha, a atriz Paloma Rocha, e poucos anos depois se separou. Em 1961, atuou como Ely em A Grande Feira e em 1962 como Marta em Assalto ao Trem Pagador. Em 1964, foi Mariá em O Grito da Terra. No mesmo ano, estreou no teatro com Descalços no Parque. Em 1966, foi Mariana em O Padre e a Moça, papel que lhe rendeu o prêmio de melhor atriz no Festival de Brasília e no Festival de Teresópolis. Em 1967, trabalhou como Luciana em Cara a Cara e na peça Verão. Em 1968, interpretou Lígia em Os Marginais, a esposa do Doutor em O Engano e Janete Jane em O Bandido da Luz Vermelha, que lhe rendeu o prêmio de melhor atriz coadjuvante no Troféu Coruja de Ouro, bem como esteve na peça Salomé e na novela A Última Testemunha, que foi sua primeira incursão televisiva. Helena casar-se-ia com Rogério Sganzerla. Em 1969, foi Angela Carne e Osso em A Mulher de Todos, que também lhe rendeu outro prêmio, agora no Festival de Brasília. Ainda em 1969, atuou na peça Hair e no filme Um Homem na Jaula.
Em 1970, participou de seis filmes, todos de Rogério Sganzerla e Júlio Bressane: A Família do Barulho (Senhora), Barão Olavo, o Horrível (Isabel), Copacabana Mon Amour (Sônia Silk), Cuidado Madame (Empregada), Sem Essa, Aranha (Mulher) e Carnaval na Lama (Betty). Depois, em 1971, trabalhou com João Batista Ferreira em Os Monstros de Babaloo, e em 1973 com Tony Jokoska em Um Intruso no Paraíso. Sua carreira entra num hiato de mais de um decênio a partir desse momento, com Helena voltando a atuar 1985, quando esteve em Nem Tudo É Verdade. Após outro hiato de cinco anos, reapareceu em 1991 na minissérie Meu Marido da Rede Globo. Em 1992, atuou no filme Oswaldianas e na minissérie Tereza Batista da Rede Globo como Maricota. Em 1994, aparece no curta-metragem Geraldo Voador e na peça Anjo Negro. Outro hiato se segue, e Helena só tornaria a atuar em 1999, como Marcela no filme São Jerônimo.
Em 2002, participou na peça Os Sete Afluentes do Rio Ota, e em 2003 foi Guida em O Signo do Caos, o último filme de seu marido. Em 2005, estreou como diretora com o curta A Miss e o Dinossauro. Em 2007, esteve no curta Jurando que Viu a Periquita e depois em Meu Mundo em Perigo de José Eduardo Belmonte, bem como atuou na peça Um Sonho e dirigiu seu primeiro longa metragem, o filme a Canção de Baal. Em 2008, esteve no filme Encarnação do Demônio do diretor José Mojica Marins (Zé do Caixão) e então em Amarar de Emanuel Mendes. Em 2009, esteve em Hotel Atlântico de Suzana Amaral. No primeiro trimestre do mesmo ano, codirigiu com o filme Luz nas Trevas — A Volta do Bandido da Luz Vermelha (2010) com base em um roteiro, de centenas de páginas, que havia sido deixado por seu marido Rogério Sganzerla ao falecer, em 2004. Nele trabalharam suas filhas Sinai Sganzerla (produção e música) e Djin Sganzerla (personagem Jane), bem como Ney Matogrosso, que estreava como protagonista de um longa metragem. O filme é uma sequência de O Bandido da Luz Vermelha, dirigido e roteirizado por Rogério nos anos 60 e no qual Helena atuou. Luz nas Trevas foi o único longa brasileiro a participar no Festival de Locarno de 2010.
Em 2012, trabalhou com Felipe David Rodrigues no filme A Balada do Provisório e em 2013, apareceu em Desculpa, Dona Madama de Juliana Rajas, e dirigiu Feio, eu? e Poder dos Afetos. Neste mesmo ano, foi indicada ao Grande Prêmio do Cinema Brasileiro na categoria de melhor roteiro adaptado por Luz nas Trevas e ganhou o Troféu APCA de melhor roteiro pela mesma obra. Em 2014, atou em Paixão e Virtude de Ricardo Miranda e O Fim de uma Era de Bruno Safadi e Ricardo Pretti. Em 2016, interpretou a diretora do curta-metragem Xavier de Ricky Mastro e dirigiu Ralé. Em 2017, foi Filó em Vênus — Filó, a Fadinha Lésbica e esteve na peça Tchekhov é um COGUMELO. Ainda em 2017, foi agraciada no Grande Prêmio do Cinema Brasileiro com o prêmio honorário pelo conjunto da obra. Em 2018, atuou em Antes do Fim de Cristiano Burlan e dirigiu A Moça do Calendário e Fakir. Também em 2019, atuou no filme Tragam-me a Cabeça de Carmen M. de Catarina Wallenstein e Felipe Bragança, e na peça Insônia — Titus Macbeth, pela qual foi indicada como melhor atriz para o Prêmio Shell.

## Carreira

Helena em 1963 em foto do Arquivo Nacional

### No cinema

#### Como atriz
| Ano  | Título                          | Personagem          | Direção                                        | Notas         |
| ---- | ------------------------------- | ------------------- | ---------------------------------------------- | ------------- |
| 1959 | Pátio                           | Jovem no Pátio      | Glauber Rocha                                  | [ 5 ]         |
| 1961 | A Grande Feira                  | Ely                 | Roberto Pires                                  | [ 8 ]         |
| 1962 | O Assalto ao Trem Pagador       | Marta               | Roberto Farias                                 | [ 9 ]         |
| 1964 | O Grito da Terra                | Mariá               | Olney São Paulo                                | [ 10 ]        |
| 1966 | O Padre e a Moça                | Mariana             | Joaquim Pedro de Andrade                       | [ 13 ]        |
| 1967 | Cara a Cara                     | Luciana             | Júlio Bressane                                 | [ 14 ]        |
| 1968 | O Bandido da Luz Vermelha       | Janete Jane         | Rogério Sganzerla                              | [ 76 ] [ 18 ] |
| 1968 | O Engano                        | Esposa do Doutor    | Mário Fiorani                                  | [ 17 ]        |
| 1968 | Os Marginais                    | Lígia               | Moisés Kendler e Carlos Alberto Prates Correia | [ 16 ]        |
| 1969 | A Mulher de Todos               | Ângela Carne e Osso | Rogério Sganzerla                              | [ 77 ] [ 21 ] |
| 1969 | Um Homem e Sua Jaula            | Aeromoça            | Fernando Coni Campos                           | [ 22 ]        |
| 1970 | A Família do Barulho            | Senhora             | Júlio Bressane                                 | [ 23 ]        |
| 1970 | Barão Olavo, o Horrível         | Isabel              | Júlio Bressane                                 | [ 24 ]        |
| 1970 | Copacabana Mon Amour            | Sônia Silk          | Rogério Sganzerla                              | [ 78 ] [ 25 ] |
| 1970 | Cuidado Madame                  | Empregada           | Júlio Bressane                                 | [ 26 ]        |
| 1970 | Sem Essa, Aranha                | Mulher              | Rogério Sganzerla                              | [ 79 ] [ 27 ] |
| 1970 | Carnaval na Lama                | Betty               | Rogério Sganzerla                              | [ 80 ] [ 28 ] |
| 1971 | Os Monstros de Babaloo          |                     | João Batista Ferreira                          | [ 29 ]        |
| 1973 | Um Intruso no Paraíso           | Solange             | Tony Jokoska                                   | [ 30 ]        |
| 1985 | Nem Tudo É Verdade              |                     | Rogério Sganzerla                              | [ 81 ] [ 31 ] |
| 1992 | Oswaldianas                     |                     | Rogério Sganzerla, Inácio Zatz e Ricardo Dias  | [ 34 ]        |
| 1992 | Perfume de Gardênia             | Burglar             | Guilherme de Almeida Prado                     | [ 82 ]        |
| 1994 | Geraldo Voador                  |                     | Bruno Vianna                                   | [ 37 ] [ 38 ] |
| 1999 | São Jerônimo                    | Marcela             | Júlio Bressane                                 | [ 40 ]        |
| 2003 | O Signo do Caos                 | Guida               | Rogério Sganzerla                              | [ 83 ] [ 42 ] |
| 2007 | Meu Mundo em Perigo             |                     | José Eduardo Belmonte                          | [ 46 ]        |
| 2007 | Jurando que Viu a Periquita     | Rainha da Amazônia  | João Marcos de Almeida                         | [ 45 ]        |
| 2008 | Encarnação do Demônio           |                     | José Mojica Marins (Zé do Caixão)              | [ 84 ]        |
| 2008 | Amarar                          |                     | Emanuel Mendes                                 | [ 50 ]        |
| 2009 | Hotel Atlântico                 |                     | Suzana Amaral                                  | [ 51 ]        |
| 2012 | A Balada do Provisório          |                     | Felipe David Rodrigues                         | [ 53 ]        |
| 2013 | Desculpa, Dona Madama           |                     | Juliana Rojas                                  | [ 54 ]        |
| 2014 | Paixão e Virtude                |                     | Ricardo Miranda                                | [ 59 ]        |
| 2014 | O Fim de uma Era                |                     | Bruno Safadi e Ricardo Pretti                  | [ 60 ]        |
| 2016 | Xavier                          | Diretora            | Ricky Mastro                                   | [ 61 ]        |
| 2017 | Vênus - Filó, a Fadinha Lésbica | Filó                | Sávio Leite                                    | [ 64 ]        |
| 2018 | Antes do Fim                    | Helena              | Cristiano Burlan                               | [ 67 ]        |
| 2019 | Tragam-me a Cabeça de Carmen M. | Diretora            | Catarina Wallenstein e Felipe Bragança         | [ 72 ]        |
| 2019 | Carne                           |                     | Camila Kater                                   |               |
| 2022 | A Mãe                           | Dulce               | Cristiano Burlan                               |               |
| 2023 | A Alegria é a Prova dos Nove    | Jarda Ícone         | Ela mesma                                      | [ 85 ]        |

#### Como diretora
| Ano  | Título                                              | Notas         |
| ---- | --------------------------------------------------- | ------------- |
| 2005 | A Miss e o Dinossauro                               | [ 43 ] [ 44 ] |
| 2007 | Canção de Baal                                      | [ 48 ] [ 49 ] |
| 2010 | Luz nas Trevas – A Volta do Bandido da Luz Vermelha | [ 52 ]        |
| 2013 | Feio, eu?                                           | [ 55 ] [ 86 ] |
| 2013 | Poder dos Afetos                                    | [ 56 ] [ 87 ] |
| 2016 | Ralé                                                | [ 62 ] [ 63 ] |
| 2018 | A Moça do Calendário                                | [ 68 ] [ 69 ] |
| 2019 | Fakir                                               | [ 70 ] [ 71 ] |
| 2024 | A Alegria é a Prova dos Nove                        | [ 88 ]        |

### Trabalhos na TV
| Ano  | Título                          | Personagem | Notas         |
| ---- | ------------------------------- | ---------- | ------------- |
| 1968 | A Última Testemunha             | Mina       | [ 20 ]        |
| 1991 | Meu Marido                      | Promotora  | [ 32 ] [ 33 ] |
| 1992 | Tereza Batista                  | Maricota   | [ 35 ] [ 36 ] |
| 2021 | Anjo Loiro com Sangue no Cabelo | Narradora  | [ 89 ]        |

### No teatro
| Ano  | Título                         | Personagem | Notas         |
| ---- | ------------------------------ | ---------- | ------------- |
| 1963 | Victor ou as Crianças no Poder | Esther     | [ 90 ]        |
| 1964 | Descalços no Parque            |            | [ 11 ] [ 12 ] |
| 1967 | Verão                          |            | [ 12 ] [ 15 ] |
| 1968 | Salomé                         |            | [ 12 ] [ 19 ] |
| 1969 | Hair                           |            | [ 4 ] [ 91 ]  |
| 1994 | Anjo Negro                     |            | [ 12 ] [ 39 ] |
| 2002 | Os Sete Afluentes do Rio Ota   |            | [ 12 ] [ 41 ] |
| 2007 | Um Sonho                       |            | [ 12 ] [ 47 ] |
| 2017 | Tchekhov é um COGUMELO         |            | [ 65 ] [ 92 ] |
| 2019 | Insônia - Titus Macbeth        |            | [ 73 ] [ 74 ] |

## Premiações
| Ano  | Premiação                           | Categoria               | Trabalho                                            | Resultado | Notas  |
| ---- | ----------------------------------- | ----------------------- | --------------------------------------------------- | --------- | ------ |
| 1966 | Festival de Brasília                | Melhor Atriz            | O Padre e a Moça                                    | Venceu    | [ 13 ] |
| 1966 | Festival de Teresópolis             | Melhor Atriz            | O Padre e a Moça                                    | Venceu    | [ 13 ] |
| 1968 | Troféu Coruja de Ouro               | Melhor Atriz            | O Bandido da Luz Vermelha                           | Venceu    | [ 18 ] |
| 1969 | Festival de Brasília                | Melhor Atriz            | A Mulher de Todos                                   | Venceu    | [ 21 ] |
| 2013 | Grande Prêmio do Cinema Brasileiro  | Melhor Roteiro Adaptado | Luz nas Trevas – A Volta do Bandido da Luz Vermelha | Indicado  | [ 57 ] |
| 2013 | Troféu APCA                         | Melhor Roteiro          | Luz nas Trevas – A Volta do Bandido da Luz Vermelha | Venceu    | [ 58 ] |
| 2017 | Grande Prêmio do Cinema Brasileiro  | Prêmio Honorário        | Conjunto da Obra                                    | Venceu    | [ 66 ] |
| 2019 | Prêmio Shell                        | Melhor Atriz            | Insônia                                             | Indicado  | [ 75 ] |
| 2019 | Prêmio Guarani de Cinema Brasileiro | Guarani Honorário       | Homenagem                                           | Venceu    |        |

## Leitura complementar
- PUPPO, E.; HADDAD, V. Cinema Marginal e Suas Fronteiras: Filmes Produzidos nas Décadas de 60 e 70. Centro Cultural Banco do Brasil, 2004. 160p.
- RAMOS, F. P.; MIRANDA L. F. Enciclopédia do Cinema Brasileiro. 2. ed. São Paulo: SENAC, 2000. 664 p.
- STERNHEIM, A. Abrindo a Boca. Revista SET. Dez 2005.
- GARDNIER, R. Helena Ignez. In: Femina, 2., 2005, Rio de Janeiro.
- MOTTIN, M. La Femme du bandit: Hommage à Helena Ignez. In: Festival International de films de Fribourg, 20., 2006, Fribourg. p. 87-101